# Pokal Nogometne zveze Slovenije 2015/16
Pokal Nogometne zveze Slovenije 2015/16 je potekal že petindvajsetič v sezoni. Prvak v sezoni 2014/15 je postal Koper. V finalu so premagali Celje in tako osvojili svoj tretji naslov. 

## Potek tekmovanja
| Krog        | Datum                | Število ekip | Detajli tekmovanja |
| ----------- | -------------------- | ------------ | --- |
| Prvi krog   | 19 avgust 2015       | 24           | 18 klubov na nivoju medobčinskih nogometnih zvez, ki so kvalificirani preko regionalnih pokalov + 6 klubov iz PrveLige 2014/15, ki ne tekmujejo v Evropskih tekmovanjih, bodisi Ligi prvakov, bodisi Evropski ligi. NZS ima možnost regijske razporeditve parov, pri čemer se klubi iz iste MNZ ne morejo srečati. Ekipe odigrajo med seboj po eno tekmo, prizorišče je odvisno od žreba. |
| Drugi krog  | 9 september 2015     | 12+4         | 12 klubov iz prvega kroga in 4 klubov, ki tekmujejo v Evropskih tekmovanjih. Klubi iz iste MNZ se tudi v tem krogu ne morejo srečati med seboj. Ekipe odigrajo med seboj po eno tekmo, prizorišče je odvisno od žreba. |
| Četrtfinale | 21 & 28 oktober 2015 | 8            | 8 klubov se pomeri v dveh tekmah. Eno tekmo odigrajo doma in eno v gosteh. Prizorišče prve tekme je odvisno od žreba. |
| Polfinale   | 13 & 20 april 2016   | 4            | 4 klubi se pomerijo v dveh tekmah. Eno tekmo odigrajo doma in eno v gosteh. Prizorišče prve tekme je odvisno od žreba. |
| Finale      | 25 maj 2016          | 2            | Od sezone 2004–05 se spet odigra ena tekma. Igra se na vnaprej določenem prizorišču, ki ga določi NZS. Zmagovalec pokala igra v prvem kvalifikacijskem krogu za Ligo Evropo za naslednjo sezono, razen če že zmagovalec pokala igra v kvalifikacijah za Ligo prvakov.. |

## Sodelujoči klubi
| - Celje - Domžale - Gorica - Koper - Krka - Maribor - Olimpija - Radomlje - Rudar Velenje - Zavrč | - MNZ Celje: Šampion and Rogaška - MNZ Koper: Ankaran Hrvatini and Izola - MNZ Kranj: Triglav Kranj and Zarica Kranj - MNZ Lendava: Odranci and Hotiza - MNZ Ljubljana: Ivančna Gorica and Ilirija - MNZ Maribor: Fužinar and Pesnica - MNZ Murska Sobota: Veržej and Mura - MNZ Nova Gorica: Brda and Tolmin - MNZ Ptuj: Drava Ptuj and Stojnci |

## Prvi krog
Klubi PrveLige Celje, Koper, Maribor in Domžale se priključijo tekmovanju v drugem krogu. 
| 19 avgust 2015 | Rogaška (3) | v | Olimpija (1) | Stadion: Mestni stadion Rogaška Slatina, Rogaška Slatina |
| 19 avgust 2015 | [Poročilo]  |   |              | Stadion: Mestni stadion Rogaška Slatina, Rogaška Slatina |

| 19 avgust 2015 | Hotiza (3) | v | Drava Ptuj (2) | Stadion: Stadion NK Hotiza, Hotiza |
| 19 avgust 2015 | [Poročilo] |   |                | Stadion: Stadion NK Hotiza, Hotiza |

| 19 avgust 2015 | Ivančna Gorica (3) | v | Odranci (3) | Stadion: Stadion Ivančna Gorica, Ivančna Gorica |
| 19 avgust 2015 | [Poročilo]         |   |             | Stadion: Stadion Ivančna Gorica, Ivančna Gorica |

| 19 avgust 2015 | Fužinar (3) | v | Krka (1) | Stadion: Mestni stadion, Ravne na Koroškem |
| 19 avgust 2015 | [Poročilo]  |   |          | Stadion: Mestni stadion, Ravne na Koroškem |

| 19 avgust 2015 | Brda (3)   | v | Zarica (2) | Stadion: Stadion Vipolže, Vipolže |
| 19 avgust 2015 | [Poročilo] |   |            | Stadion: Stadion Vipolže, Vipolže |

| 19 avgust 2015 | Tolmin (2) | v | Ankaran Hrvatini (2) | Stadion: Športni park Brajda, Tolmin |
| 19 avgust 2015 | [Poročilo] |   |                      | Stadion: Športni park Brajda, Tolmin |

| 19 avgust 2015 | Mura (3)   | v | Gorica (1) | Stadion: Mestni stadion Fazanerija, Murska Sobota |
| 19 avgust 2015 | [Poročilo] |   |            | Stadion: Mestni stadion Fazanerija, Murska Sobota |

| 19 avgust 2015 | Ilirija (2) | v | Radomlje (2) | Stadion: Športni park Ilirija, Ljubljana |
| 19 avgust 2015 | [Poročilo]  |   |              | Stadion: Športni park Ilirija, Ljubljana |

| 19 avgust 2015 | Izola (3)  | v | Veržej (2) | Stadion: Mestni stadion Izola, Izola |
| 19 avgust 2015 | [Poročilo] |   |            | Stadion: Mestni stadion Izola, Izola |

| 19 avgust 2015 | Pesnica (3) | v | Rudar Velenje (1) | Stadion: Športni park Pesnica, Pesnica |
| 19 avgust 2015 | [Poročilo]  |   |                   | Stadion: Športni park Pesnica, Pesnica |

| 19 avgust 2015 | Stojnci (3) | v | Triglav (2) | Stadion: Športni park Stojnci, Stojnci |
| 19 avgust 2015 | [Poročilo]  |   |             | Stadion: Športni park Stojnci, Stojnci |

| 19 avgust 2015 | Šampion (3) | v | Zavrč (1) | Stadion: Arena Petrol, Celje |
| 19 avgust 2015 | [Poročilo]  |   |           | Stadion: Arena Petrol, Celje |